# Jens Thiis

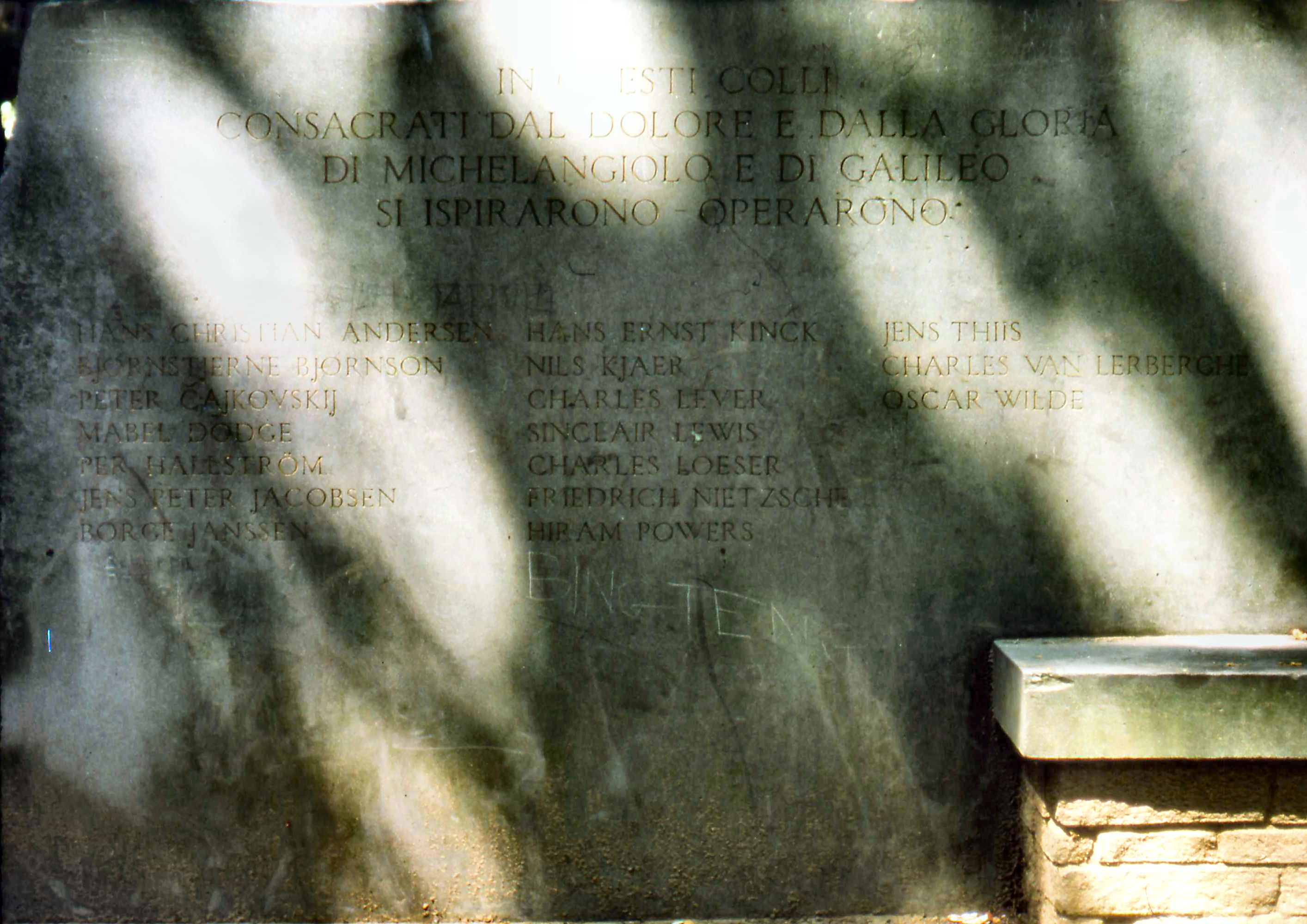
Monumento aos cidadãos honorários de Florença. Jens Thiis listado no lado direito.

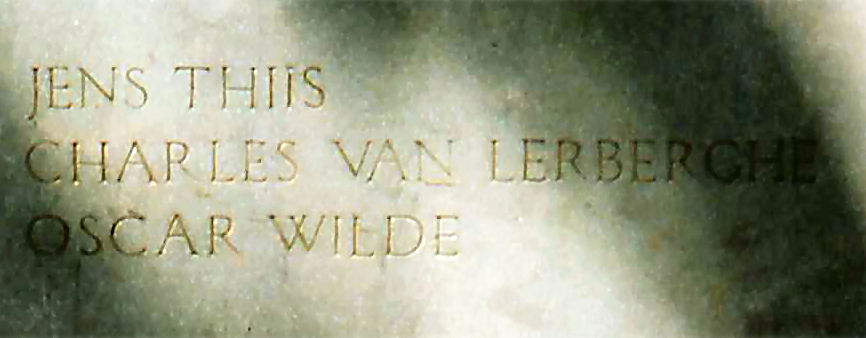
Detalhe da inscrição

Jens Thiis (12 de maio de 1870 – 27 de junho de 1942) foi um historiador de arte norueguês, restaurador e um destacado diretor de museu. Ele foi curador no Museu de Artes Industriais Nordenfjeld (Nordenfjeldske Kunstindustrimuseum) em Trondheim a partir de 1895 e diretor da Galeria Nacional em Oslo de 1908 a 1941.

## Biografia
Jens Peter Thiis nasceu em Kongshavn em Aker, Noruega. Ele era filho de Abraham Bøckmann Thiis (1840 a 1890) e Emma Marie Löwegren (1842 a 1928). Thiis cresceu com os pais de sua mãe, o ourives H. P. Löwegren e sua esposa em Kristiania (hoje Oslo). Graduou-se Artium na escola de Aars og Voss em 1888. Thiis foi aluno da Academia Nacional Norueguesa de Indústria de Artesanato e Arte (Den kgl. Tegneskoleunder), onde treinou com o artista Christen Brun (1828-1905) e o diretor da academia Wilhelm Holter (1842-1916). Ele estudou história da arte com Lorentz Dietrichson, seguido de viagens de estudo na Alemanha, Itália, Bélgica e França, de 1892 a 1896.
Ele estava incomumente alerta para as tendências de seu tempo. Em 1907, quando no Nordenfjeldske Kunstindustrimuseum em Trondheim, ele contratou Henry van de Velde, agora considerado um dos principais estilistas de seu tempo, para projetar uma sala de exibição Art Nouveau e todos os seus móveis e acessórios. A sala Henry van de Velde é única em seu gênero, sendo especialmente projetada para esse fim. Mais tarde, foi recriado nas instalações do novo Nordenfjeldske Kunstindustrimuseum. Como diretor da Galeria Nacional, ele comprou arte contemporânea francesa (Monet entre outros) e, assim, criou uma base sólida para a coleção francesa, que agora é uma das principais atrações da galeria.

## Vida pessoal
Em 1895, ele se casou com Ragna Vilhelmine Dons (1870-1939). Thiis foi o pai da historiadora Ragna Thiis Stang (1909-1978) e do arquiteto Helge Thiis (1897-1972). Jens Thiis foi nomeado cavaleiro de 1.ª classe na Ordem de Santo Olavo em 1911 e assumido o comando em 1937. Ele possuía um grande número de ordens estrangeiras, incluindo a Legião de Honra Francesa e a Ordem da Estrela Polar e a Ordem de Vasa. Ele era membro da Academia Norueguesa de Ciências e Letras, bem como de várias academias estrangeiras de arte e ciência. Ele recebeu a cidadania honorária de Florença por seus trabalhos sobre o Renascimento Florentino. Thiis morreu durante 1942 e foi enterrado em Vestre gravlund em Oslo.

## Outras fontes
- Mæhle, Ole (1970), Jens Thiis, En kunstens forkjemper (Oslo: Gyldendal Norsk Forlag)
- Sommerfeldt, WP (1946) Museumdirektør Jens Thiis's forfattersapap